# San Giorgio Piacentino
San Giorgio Piacentino (emilián nyelven San Ṡòrṡ) település Olaszországban, Emilia-Romagna régióban, Piacenza megyében. Lakosainak száma 5533 fő (2023. január 1.). San Giorgio Piacentino Carpaneto Piacentino, Gropparello, Podenzano, Pontenure, Ponte dell’Olio és Vigolzone községekkel határos.

## Népesség
A település lakossága az elmúlt években az alábbi módon változott:
| Lakosok száma | 5777 | 5673 | 5533 |
|               | 2017 | 2018 | 2023 |